# David Warfield
David Warfield (1866 – 1951) foi um ator teatral estadunidense, expoente do teatro de Vaudeville, que atuou milhares de vezes no final do Século XIX e início do Século XX.

## Carreira Teatral
Nasceu aos (28 de novembro de 1866 em São Francisco no estado da Califórnia.  Começou sua carreira como atendente do Bush Street Theater. Foi observado fazendo imitações dos outros atores, ganhou uma ponta nos shows de matinée, e logo fez fama local como comediante. Seu primeiro papel principal foi em Napa, Califórnia, em 1888 como Melter Moss na peça The Ticket-of-Leave Man.  Em 1890 foi para Nova Iorque, trabalhando em papéis menores no  Casino Theatre e no Weber and Field's Music Hall. Warfield atuou como um mendigo que vendia souvenires de gelo em um show de caridade no New York Polo Grounds" com tanto sucesso que foi chamou a atenção do autor e produtor David Belasco. Em 1901, Belasco escreveu a peça The Auctioneer especialmente para Warfiled.  A produção foi um sucesso, ficando em cartaz por muitos anos e foi apresentada mais de 1.400 vezes.
A atuação de Warfield na próxima peça, The Music Master, o confirmou como estrela. Outro papel notável foi como Anton von Barwig na peça The Music Master, que ficou em cartaz de 1904 a 1907 e foi apresentada mais de 1.000 vezes. David Warfiled foi um icônico ator de comédia, criando uma persona como bom velhinho, algo excêntrico, de quem todos gostam. Porém, mostrou seu talento dramático como Van der Decken numa produção de David Belasco de 1914 baseado na lenda do Holandês Voador, bem como no papel de Shylock em O Mercador de Veneza  em 1923.

## Desentendimento
Aos 35 anos, Warfield desentendeu-se seriamente com David Belasco (que foi quem o lançou na carreira artística) e abandonou os palcos para sempre, aposentando-se em 1924 e recusando repetidos convites para estrelar em filmes. Através de judiciosos investimentos imobiliários com o empresário teatral Marcus Loew, Warfield tornou-se um dos raros atores a enriquecerem. Até o advento do cinema, a profissão de ator mal-remunerada. Faleceu em 27 de junho de 1951 em seu apartamento em 135 Central Park West, Nova Iorque, Estados Unidos aos 84 anos, após longa enfermidade.

## Quotação
- People want to weep sweetly.  O povo quer chorar com doçura (em tradução livre).

## Atuações
1. Karl von Pumpernick em The Belle of New York, 28 de setembro de 1897 a 26 de dezembro de 1897
2. Isidore Nosenstein em Helter Skelter, 6 de abril de 1899]] a 27 de maio de 1899
3. Whirl-i-gig, 21 de setembro de 1899]] a 5 de maio]] de 1900]]
4. Shadrach Leschinski, Hilo e Captain Hogman em Fiddle-dee-dee, 6 de setembro de 1900 a 20 de abril de 1901
5. Simon Levi em The Auctioneer, 23 de setembro a dezembro de 1901, 4 de maio a junho de 1903, 30 de setembro a dezembro de 1913, 4 de novembro a dezembro de 1918
6. Anton Von Barwig em The Music Master, 26 de setembro de 1904 a setembro de 1906, 10 de outubro de 1916 a fevereiro de 1917
7. Wes Bigelow em A Grand Army Man, 16 de outubro de 1907 a fevereiro de 1908
8. Peter Grimm em The Return of Peter Grimm, 17 de outubro de 1911 a maio de 1912, 21 de setembro de 1921 a novembro de 1921
9. Shylock em O Mercador de Veneza, 21 de dezembro de 1922 a 6 de março de 1923

## Ligações Externas
- David Warfield (em inglês) no Internet Broadway Database
- David Warfield galeria de fotos